# Maxine Mitchell
Maxine Elizabeth Mitchell (Leroy, 22 luglio 1917 – Fontana, 7 novembre 1991) è stata una schermitrice statunitense.

## Biografia
Ha partecipato ai Giochi della XV Olimpiade di Helsinki nel 1952, ai Giochi della XVI Olimpiade di Melbourne nel 1956, ai Giochi della XVII Olimpiade di Roma nel 1960 ed ai Giochi della XIX Olimpiade di Città del Messico nel 1968.

## Palmarès
In carriera ha conseguito i seguenti risultati:
- Giochi Panamericani:

Città del Messico 1955: oro nel fioretto individuale.
Chicago 1959: oro nel fioretto a squadre ed argento individuale.
San Paolo 1963: oro nel fioretto a squadre.
Winnipeg 1967: oro nel fioretto a squadre.